# Ihar Łohwinau
Ihar Alaksandrawicz Łohwinau (biał. Ігар Аляксандравіч Логвінаў, ros. Игорь Александрович Логвинов Igor Aleksandrowicz Łogwinow; ur. 23 sierpnia 1983 w Mińsku) – białoruski piłkarz, grający na pozycji bramkarza w drużynie FK Isłacz.

## Kariera klubowa
Łohwinau rozpoczął karierę w 2001 w Tarpedzie Mińsk, gdzie był zawodnikiem drużyny rezerw. W 2003 przeszedł do Darydy Kuncewszczyna. W 2004 trafił do Zwiazdy-BDU Mińsk, ale jeszcze w tym samym roku został zawodnikiem Szachciora Soligorsk. W 2006 zmienił klub na Illicziweć Mariupol, a w 2007 przeszedł do FK Homel. W 2009 trafił do Hranitu Mikaszewicze, a w 2010 został zawodnikiem Biełszyny Bobrujsk. W 2011 zmienił klub na Szirak Giumri. W marcu 2012 przeszedł do FK Mińsk, a w grudniu 2012 wrócił do FK Homel. W lipcu 2013 opuścił ten klub i miesiąc później został zawodnikiem Isłacza.

## Kariera reprezentacyjna
W latach 2002–2005 rozegrał 9 meczów w reprezentacji Białorusi do lat 21.

## Osiągnięcia
- Mistrz Białorusi (1): 2005
- Puchar Białorusi w piłce nożnej (1): 2004
- Puchar Armenii w piłce nożnej (1): 2012
- Najlepszy bramkarz ligi białoruskiej (1): 2005
- Najlepszy bramkarz ligi ormiańskiej (1): 2011